# Arthur Ungnad

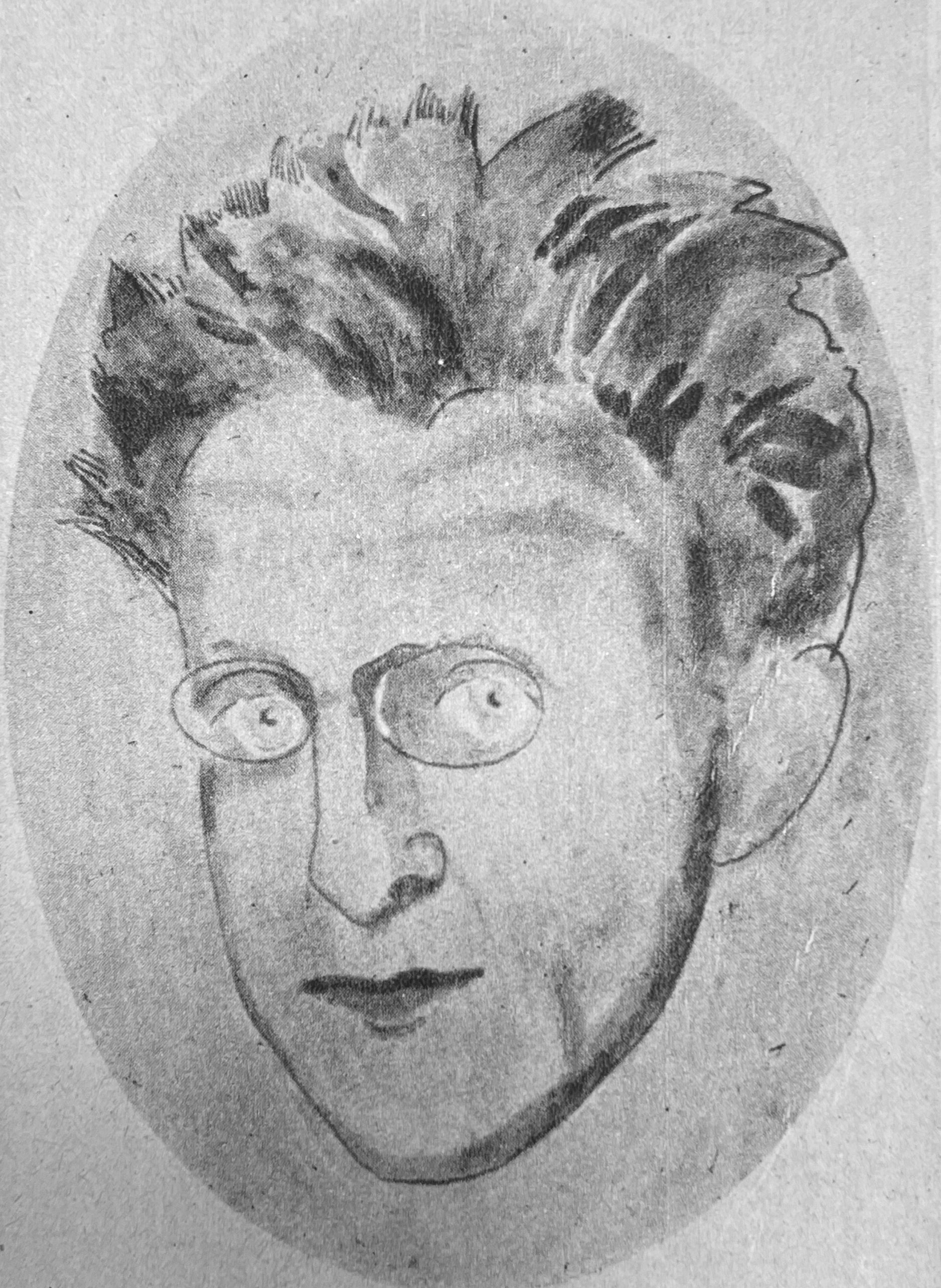
Arthur Ungnad, um 1924, gezeichnet von Lessie Sachs

Arthur Franz Eduard Ungnad (* 3. August 1879 in Magdeburg; † 26. April 1945 in Falkensee) war ein deutscher Semitist und Altorientalist. 

## Leben
Ungnad studierte bei Heinrich Zimmern und Friedrich Delitzsch Assyriologie und promovierte bei ihm in Berlin 1903 mit einer Arbeit zur Syntax der Gesetze Hammurapis. Danach setzte er seine Tätigkeit als Assistent an der Vorderasiatischen Abteilung der Königlichen Museen zu Berlin fort. 1909 folgte er dem Ruf als außerordentlicher Professor für orientalische Sprachen an die Universität Jena und war in Jena als Nachfolger von Karl Vollers auch Direktor des Orientalischen Münzkabinetts. 1919 wurde Ungnad als ordentlicher Professor an die Universität Greifswald berufen und 1921 an die Universität Breslau. 1930 wurde er emeritiert.
Sein Interesse galt überwiegend den Assyrern und Babyloniern, insbesondere deren religiösen Texten. Er war einer der Herausgeber der Sammlung Altorientalische Texte und Bilder zum Alten Testament (zusammen mit Erich Ebeling, Hugo Gressmann und Hermann Ranke). Er übertrug das Gilgamesch-Epos und gab eine Textausgabe der Elephantine-Papyri heraus. Seit 1900 entwickelte er seine Pan-Subaräische Theorie, nach der Subaräer nicht nur die Gründer des assyrischen Reiches waren, sondern im gesamten Gebiet zwischen Anatolien und Ägypten gelebt hatten.

## Werke
- Babylonisch-assyrische Grammatik. Beck, München 1906; 2. Auflage (= Clavis linguarum semiticarum. Band 2) 1926 (archive.org); seit der 3. Auflage 1949 als Grammatik des Akkadischen; 6. Auflage, völlig neubearbeitet von Lubor Matouš, 2007, ISBN 978-3-406-02890-8.
- Die Deutung der Zukunft bei den Babyloniern und Assyrern (= Der Alte Orient. Band 10.3). Hinrichs, Leipzig 1909.
- Aramäische Papyrus aus Elephantine. Kleine Ausgabe unter Zugrundelegung von Eduard Sachau’s Erstausgabe, bearbeitet von Arthur Ungnad. Hinrichs, Leipzig 1911 (openlibrary.org).
- Das Gilgamesch-Epos. Neu übersetzt von Arthur Ungnad und allgemeinverständlich erklärt von Hugo Gressmann. Vandenhoeck & Ruprecht, Göttingen 1911 (archive.org).
- Hebräische Grammatik. Mohr, Tübingen 1912 (archive.org).
- Syrische Grammatik (= Clavis linguarum semiticarum. Band 7). Beck, München 1913, 2., verbesserte Auflage 1932; zahlreiche Nachdrucke.
- Die Religion der Assyrer und Babylonier (= Religiöse Stimmen der Völker. Band 3). Diederichs, Jena 1921 (archive.org).
- Die ältesten Völkerwanderungen Vorderasiens. Ein Beitrag zur Geschichte und Kultur der Semiten, Arier, Hethiter und Subaräer (= Kulturfragen. Band 1). Selbstverlag, Breslau 1923 (Textarchiv – Internet Archive).
- Babylonisch-assyrisches Keilschriftlesebuch (= Clavis linguarum semiticarum. Band 8). Beck, München 1927.
- Subartu. Beiträge zur Kulturgeschichte und Völkerkunde Vorderasiens. De Gruyter, Berlin / Leipzig 1936 (archive.org – Leseprobe).